# Zachary Gordon

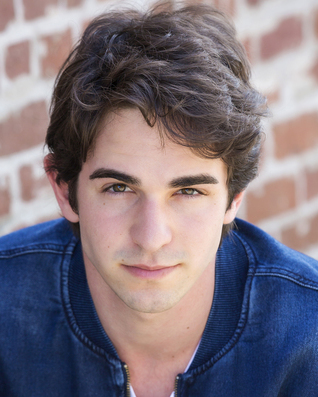
Zachary Gordon (2018)

Zachary Adam Gordon (* 15. Februar 1998 in Oak Park, Kalifornien) ist ein US-amerikanischer Schauspieler bekannt durch die Rolle des Greg Heffley in den Verfilmungen der Kinderbuchreihe Gregs Tagebuch von Jeff Kinney.

## Leben und Karriere
Seine Karriere im Filmgeschäft begann 2006 mit einem Auftritt in der Fernsehserie All of Us. Daran anschließend war er 2007 mit einer kleinen Rolle in dem Film Von Frau zu Frau zu sehen, zudem spielte er in einer Folge von Desperate Housewives mit. Es folgten weitere Auftritte in verschiedenen Fernsehserien.
2010, 2011 und 2012 übernahm er in der Gregs-Tagebuch-Trilogie jeweils die Hauptrolle des Greg Heffley.

## Filmografie (Auswahl)

### Schauspieler/Synchronsprecher
- 2006, 2009: How I Met Your Mother (Fernsehserie, 2 Episoden)
- 2007: Von Frau zu Frau (Because I Said So)
- 2007: All of Us (Fernsehserie, Episode 4x15)
- 2007: Georgias Gesetz (Georgia Rule)
- 2007: Sex and Death 101
- 2007: The ChubbChubbs Save Xmas (Stimme von Brad Spoylt)
- 2007: Desperate Housewives, (Fernsehserie, Episode 4x01)
- 2007, 2011: Robot Chicken (Fernsehserie, 2 Episoden, Stimme)
- 2008: Mein Schatz, unsere Familie und ich (Four Christmases)
- 2008: Brothers Bloom
- 2008: Madagascar 2 (Stimme von Baby Melman)
- 2008, 2010: Batman: The Brave and the Bold (Fernsehserie, 3 Episoden, Stimme)
- 2008–2010: Ni hao, Kai-lan (Fernsehserie, 15 Episoden, Stimme von San San)
- 2009: 24 (Fernsehserie, 2 Episoden)
- 2009: Afro Samurai – Resurrection (Fernsehfilm, Stimme von Kotaro)
- 2009: Santa Buddies – Auf der Suche nach Santa Pfote (Santa Buddies, Stimme von Puppy Paws)
- 2009–2010: Spezialagent Oso (Special Agent Oso, Fernsehserie, 2 Episoden, Stimme)
- 2010: Gregs Tagebuch – Von Idioten umzingelt! (Diary of a Wimpy Kid)
- 2010: Santa Pfotes großes Weihnachtsabenteuer (The Search for Santa Paws, Stimme von Pfote)
- 2011: Beverly Hills Chihuahua 2 (Stimme)
- 2011: Gregs Tagebuch 2 – Gibt’s Probleme? (Diary of a Wimpy Kid: Rodrick Rules)
- 2011–2012: Family Guy (Fernsehserie, 2 Episoden, Stimme)
- 2011–2014: Bubble Guppies (Fernsehserie, 42 Episoden, Stimme von Gil)
- 2012: R. L. Stine’s The Haunting Hour (Fernsehserie, Episode 2x16)
- 2012: Gregs Tagebuch 3 – Ich war’s nicht! (Diary of a Wimpy Kid: Dog Days)
- 2013: Der unglaubliche Burt Wonderstone (The Incredible Burt Wonderstone)
- 2013: Uncle Grandpa (Fernsehserie, Episode 1x01, Stimme)
- 2013: Immer wieder Weihnachten (Pete’s Christmas, Fernsehfilm)
- 2014: The Boxcar Children (Stimme von Henry)
- 2014: Last Man Standing (Fernsehserie, 3 Episoden)
- 2014: Sam O’Cool – Ein schräger Vogel hebt ab (Gus: Petit oiseau, grand voyage, Stimme von Max)
- 2015: Un gallo con muchos huevos (Animationsfilm, Stimme)
- 2016: Dead of Summer (Fernsehserie, 3 Episoden)
- 2017: The Good Doctor (Fernsehserie, Episode 1x08)
- 2019–2020: Good Trouble (Fernsehserie, 5 Episoden)
- 2020: American Pie präsentiert: Jetzt haben die Mädchen das Sagen (American Pie Presents: Girls’ Rules)
- 2021: Dreamcatcher
- 2021: Violet
- 2024: Max Daga

### Regisseur
- 2016: Pals (Fernsehfilm)

## Auszeichnungen und Nominierungen
| Tabellarische Übersicht der Auszeichnungen und Nominierungen | Tabellarische Übersicht der Auszeichnungen und Nominierungen | Tabellarische Übersicht der Auszeichnungen und Nominierungen | Tabellarische Übersicht der Auszeichnungen und Nominierungen | Tabellarische Übersicht der Auszeichnungen und Nominierungen |
| Jahr                                                         | Auszeichnung                                                 | Für                                                          | Kategorie | Resultat                                                     |
| ------------------------------------------------------------ | ------------------------------------------------------------ | ------------------------------------------------------------ | --- | ------------------------------------------------------------ |
| 2008                                                         | Young Artist Award                                           | Georgia Rule                                                 | Best Performance in a Feature Film – Supporting Young Actor (Comedy oder Musical) | Gewonnen                                                     |
| 2009                                                         | Young Artist Award                                           | Madagascar 2                                                 | Best Performance in a Voice-Over Role – Young Actor | Nominiert                                                    |
| 2010                                                         | Sierra Award                                                 | Gregs Tagebuch – Von Idioten umzingelt!                      | Youth in Film | Nominiert                                                    |
| 2011                                                         | Young Artist Award                                           | Gregs Tagebuch – Von Idioten umzingelt!                      | Best Performance in a Feature Film – Leading Young Actor | Nominiert                                                    |
| 2011                                                         | Young Artist Award                                           | Gregs Tagebuch – Von Idioten umzingelt!                      | Best Performance in a Feature Film – Young Ensemble Cast (zusammen mit Chloë Moretz, Karan Brar, Robert Capron, Grayson Russell, Devon Bostick, Alex Ferris und Laine MacNeil )            | Gewonnen                                                     |
| 2012                                                         | Young Artist Award                                           | Gregs Tagebuch 2 – Gibt’s Probleme?                          | Best Performance in a Feature Film – Leading Young Actor | Nominiert                                                    |
| 2013                                                         | Nickelodeon Kids’ Choice Awards                              | Gregs Tagebuch 3 – Ich war’s nicht!                          | Favorite Movie Actor | Nominiert                                                    |
| 2013                                                         | Young Artist Award                                           | Gregs Tagebuch 3 – Ich war’s nicht!                          | Best Performance in a Feature Film – Leading Young Actor | Nominiert                                                    |
| 2013                                                         | Young Artist Award                                           | Gregs Tagebuch 3 – Ich war’s nicht!                          | Best Performance in a Feature Film – Young Ensemble Cast (zusammen mit Robert Capron, Peyton List, Karan Brar, Laine MacNeil, Connor und Owen Fielding, Devon Bostick und Grayson Russell) | Gewonnen                                                     |